# Palmiro Togliatti
Palmiro Togliatti (født 26. marts 1893 i Genova, Ligurien, død 21. august 1964 i Jalta, Ukrainske SSR, Sovjetunionen var en italiensk politiker, generalsekretær i det italienske kommunistparti (Partito Comunista Italiano) 1947-1964.
Den russiske by Toljatti er opkaldt efter Palmiro Togliatti.